# 제35회 청룡영화상
제35회 청룡영화상은 2014년 12월 17일에 열린 시상식이다.

## 수상 및 후보

### 최우수 작품상
- 변호인
- 수상한 그녀
- 끝까지 간다
- 명량
- 제보자

### 감독상
- 명량 - 김한민 수상
- 끝까지 간다 - 김성훈
- 해적: 바다로 간 산적 - 이석훈
- 제보자 - 임순례
- 수상한 그녀 - 황동혁

### 남우주연상
- 변호인 - 송강호 수상
- 제보자 - 박해일
- 끝까지 간다 - 이선균
- 신의 한 수 - 정우성
- 명량 - 최민식

### 여우주연상
- 한공주 - 천우희 수상
- 우아한 거짓말 - 김희애
- 공범 - 손예진
- 집으로 가는 길 - 전도연
- 수상한 그녀 - 심은경

### 남우조연상
- 끝까지 간다 - 조진웅 수상
- 변호인 - 곽도원
- 해적: 바다로 간 산적 - 유해진
- 제보자 - 이경영
- 군도:민란의 시대 - 이성민

### 여우조연상
- 변호인 - 김영애 수상
- 나의 사랑 나의 신부 - 라미란
- 타짜-신의 손 - 이하늬
- 인간중독 - 조여정
- 해무 - 한예리

### 신인남우상
- 해무 - 박유천 수상
- 친구2 - 김우빈
- 족구왕 - 안재홍
- 변호인 - 임시완
- 신의 한 수 - 최진혁

### 신인여우상
- 도희야 - 김새론 수상
- 우아한 거짓말 - 김유정
- 나의 독재자 - 류혜영
- 마담 뺑덕 - 이솜
- 인간중독 - 임지연

### 신인감독상
- 한공주 - 이수진 수상
- 공범 - 국동석
- 해무 - 심성보
- 족구왕 - 우문기
- 변호인 - 양우석

### 촬영상
- 군도:민란의 시대 - 최찬민 수상
- 끝까지 간다 - 김태성
- 명량 - 김태성
- 변호인 - 이태윤
- 해무 - 홍경표

### 조명상
- 군도:민란의 시대 - 유영종 수상
- 끝까지 간다 - 김경석
- 명량 - 김경석
- 변호인 - 오승철
- 해무 - 김창호

### 음악상
- 군도:민란의 시대 - 조영욱 수상
- 타짜-신의 손 - 김준석
- 명량 - 김태성
- 수상한 그녀 - 모그
- 변호인 - 조영욱

### 미술상
- 해무 - 이하준 수상
- 인간중독 - 김지수
- 해적: 바다로 간 산적 - 아토르 타마라스
- 명량 - 장춘섭
- 군도:민란의 시대 - 박일현

### 기술상
- 해적: 바다로 간 산적 - 강종익 수상
- 나의 독재자 - 송종희
- 명량 - 윤대원
- 군도:민란의 시대 - 정두홍
- 군도:민란의 시대 - 강영묵
- 신의 한 수 - 최봉록

### 각본상
- 끝까지 간다 - 김성훈 수상
- 변호인 - 양우석
- 변호인 - 윤현호
- 한공주 - 이수진
- 해무 - 심성보
- 해무 - 봉준호
- 수상한 그녀 - 신동익
- 수상한 그녀 - 홍윤정
- 수상한 그녀 - 동희선

### 인기스타상
- 인간중독 - 송승헌 수상
- 타짜-신의 손 - 신세경 수상
- 변호인 - 임시완 수상
- 친구2 - 김우빈 수상

### 한국영화 최다관객상
- 명량

### 편집상
- 끝까지 간다 - 김창주 수상
- 변호인 - 김상범
- 변호인 - 김재범
- 타짜-신의 손 - 남나영
- 신의 한 수 - 신민경
- 한공주 - 최현숙

### 단편영화상
- 영희씨 - 방우리 수상